# Capillaria
Capillaria é um género de nematodas pertencentes à família Trichinellidae, responsável pela capilaríase.

## Espécies
As espécies do género Capillaria incluem:
- Capillaria aerophila
- Capillaria hepatica
- Capillaria philippinensis
- Capillaria plica